# Walther Reinhardt
Walther Reinhardt (Stuttgart, 24 de março de 1872 — Berlim, 8 de agosto de 1930) foi um oficial alemão que serviu como o último Ministro da Guerra da Prússia e o primeiro chefe do comando do exército (Chef der Heeresleitung ) dentro do recém-criado Ministério do Reichswehr da República de Weimar. Durante o Kapp Putsch de 1920, Reinhardt permaneceu leal ao governo eleito e foi um dos poucos oficiais superiores do Reichswehr disposto a ordenar que as tropas disparassem contra as unidades revoltas.